# Kishan Lal
Krishan Lal (Mhow, 2 februari 1917 – Chennai, 23 juni 1980) was een Indiaas hockeyer.
Lal won in 1948 met de Indiase ploeg de olympische gouden medaille.

## Resultaten
- 1948  Olympische Zomerspelen in Londen